# Future (canción)
«Future» es una canción interpretada por la cantante estadounidense Madonna en colaboración con el rapero estadounidense Quavo, perteneciente al decimocuarto álbum de estudio de Madonna, Madame X (2019). La canción fue publicada como un sencillo promocional del álbum el 17 de mayo de 2019, por Interscope Records. Fue compuesta y producida por Madonna y Diplo, mientras que Quavo y Starrah contribuyeron en la composición. Madonna interpretó el tema en el Festival de la Canción de Eurovisión 2019, junto con «Like a Prayer» (1989).

## Posicionamiento en listas
| Lista (2019)                             | Posición más alta |
| ---------------------------------------- | ----------------- |
| China (Billboard China Airplay)          | 20                |
| Escocia (Official Charts Company)        | 50                |
| Europa (Billboard Euro Digital Songs)    | 20                |
| Francia (SNEP France Downloads)          | 16                |
| Hungría (Single Top 40)                  | 30                |
| Israel (Media Forest)                    | 9                 |
| Reino Unido (UK Singles Downloads Chart) | 33                |
| Reino Unido (UK Singles Sales Chart)     | 34                |